# CP24
CP24 (ou CablePulse 24) est une chaîne de télévision canadienne d'information en continu, filiale du groupe Bell Média. Elle concentre la source des nouvelles au Grand Toronto ainsi que le sud de l'Ontario, mais fourni aussi des nouvelles nationales et internationales.

## Histoire
En septembre 1996, CHUM Limited obtient une licence de diffusion pour le service Pulse 24, et la chaîne est lancée le 30 mars 1998. Elle était la station-sœur de CITY-TV Toronto, partageant la même salle de nouvelles.
Sun Media, propriétaire du journal Toronto Sun, était actionnaire de la chaîne à 29,9 % jusqu'en décembre 2004, en échange de la station indépendante CKXT-DT à la suite de la transaction de CHUM avec Craig Media.
Le 8 juin 2007, CTVglobemedia a fait l'acquisition de CHUM Limited mais le CRTC a mis comme condition de vente que CTV doit se départir de Citytv. Quatre jours plus tard, Rogers fait l'acquisition de Citytv, et CTV décide de conserver CP24 ainsi que l'édifice de CHUM au 299 Queen Street West. CITY-TV s'est graduellement séparé de CP24 jusqu'en mars 2009 lorsque CITY-TV est emménagé dans le building de Rogers au 33 Dundas Street East (en).
À Toronto, CP24 diffuse une heure de programmation tous les jours à 17 h sur la station CFTO-DT affiliée au réseau CTV.